# Lee Grant (voetballer)
Lee Anderson Grant (Hemel Hempstead, 27 januari 1983) is een Engels betaald voetballer die speelt als doelman. In juli 2018 verruilde hij Stoke City voor Manchester United, dat 1,7 miljoen euro voor hem betaalde.

## Clubcarrière

### Derby County
Grant begon zijn carrière bij Watford waar hij geen wedstrijd speelde, vervolgens ging hij in 2000 naar Derby County. Hij maakte zijn debuut voor die club op 7 september 2002 door de geblesseerde Andy Oakes te vervangen. Hij zou dat seizoen 30 wedstrijden spelen waarin hij zes keer de nul hield en won Derby County's Young Player of the Year award.
Op 29 januari 2004 verlengde Grant zijn contract tot 2007. Op het eind van het seizoen 2003/04 eindigde hij op de vierde plaats in Derby County's Fans Player of the Year award. In het voorseizoen van 2004/05 kreeg concurrent van Lee Grant, Lee Camp een kans. Hij speelde een goede wedstrijd en op het begin van het seizoen moest Grant het doen met een plaats op de bank. Op 19 oktober mocht hij weer spelen na een rode kaart van Lee Camp. Ook de wedstrijd daarna tegen Burnley speelde Grant, maar verder dat seizoen speelde hij niet meer. In maart 2005 liep Grant een polsblessure op een maand later zou hij er door een schouderprobleem een paar maanden uit liggen. Het voorseizoen daarna kreeg hij onder nieuwe coach Phil Brown een kans, maar ook dat seizoen kreeg hij geen basisplaats. Op 8 september liep Grant opnieuw een blessure (gebroken middenvoetsbeentje) op waardoor hij 2 weken niet meer kon spelen.

#### Verhuur aan Burnley
Na slechts 3 officiële wedstrijden in 18 maanden bij Derby County, werd hij op 5 november 2005 voor 1 maand verhuurd aan Burnley als vervanger voor de geschorste Brian Jensen. Op 19 november maakte hij zijn debuut voor die club tegen Leicester City waarna zijn verhuur van 1 maand werd verlengd tot 2 maanden. Ondanks dat lukte het hem niet om Jensen van zijn status als 'eerste keeper' af te houden en zou niet meer spelen tot zijn terugkeer bij Derby. Op 14 januari 2006 keerde Grant terug naar Derby County.

#### Verhuur aan Oldham Athletic
Op 31 januari 2006 werd Grant door Derby County verhuurd aan Oldham Athletic tot het eind van het seizoen. Oldham-manager Ronnie Moore vreesde dat de deal niet door zou gaan, aangezien Brown de transfer had goedgekeurd, maar hij op dat moment ontslagen werd. Derby keurde het verhuur echter goed. Grant maakte zijn debuut voor Oldham op 4 februari in de 1-0 verloren wedstrijd tegen Port Vale. De Engelse doelman groeide snel uit tot eerste keeper en speelde 16 wedstrijden dat seizoen waarin hij vijf keer de tegenpartij van scoren af kon houden. Ondanks dat Moore beweerde dat ze Grant voor een langere termijn wouden vastleggen, werd er geen bod meer op hem gedaan toen hij weer terug was gekeerd naar Derby County.

#### Terugkeer van verhuur
In het voorseizoen van 2006/07 kreeg Grant een kans door coach van Derby County Billy Davies. Ook op de tweede competitiedag speelde Lee Grant, tegen Stoke City. De kans in de basis werd echter kleiner bij de komst van Stephen Bywater. Een blessure van Bywater en het uitlenen van Lee Camp zorgde toch voor 6 wedstrijden van Grant in september en oktober 2006. Toen Bywater weer fit was speelde Grant niet meer tot zijn laatste wedstrijd, die hij speelde door een rode kaart van Bywater. De wedstrijd daarop mocht Bywater ook niet spelen, maar daarvoor werd Lee Camp teruggeroepen van verhuur. Op 2 juli 2007 verliep het contract van Grant die niet verlengd werd.

### Sheffield Wednesday
Op 2 juli 2007 tekende Lee Grant een contract van 3 jaar bij Sheffield Wednesday, net als een andere jonge doelman Rob Burch. Grant droeg rugnummer 1 en werd vaak boven Burch gekozen. Dat seizoen werd hij meerdere keren geprezen door Brian Laws door meerdere reddingen van het dat seizoen, waaronder een redding tegen Norwich City. Sheffield Wednesday handhaafde zich in de Championship met 11 'clean sheets' van Grant.
In het seizoen 2008/09 won Lee Grant 'PFA Fans' Championship Player of the Month. In de tweede Steel City derby van het jaar maakte een goede redding tegenover Billy Sharp en had daarmee zijn bijdrage aan de 2-1 winst. Voor het eerst na 95 jaar won Wednesday beide Steel City derby's van het seizoen.

### Burnley
Op 27 juli 2010 keerde Grant terug naar de club waar hij op huurbasis al had gespeeld, Burnley. Burnley betaalde daar 1 miljoen pond voor. Grant speelde 130 wedstrijden voor de Engelse club (29 zonder een doelpunt te incasseren) en won voor het seizoen 2012/13 de Fans' Player of the Season award.

### Terugkeer naar Derby County
Op 1 juli 2013 liep het contract van Grant af bij Burnley en op 7 mei werd bekendgemaakt dat hij terugkeerde naar Derby County. Grant ging zijn eerste seizoen in als eerste keeper en speelde elke minuut van de competitie- en bekerwedstrijden. Zijn eerste wedstrijd sinds zijn terugkeer speelde hij tegen Blackburn Rovers (1-1). 2 dagen later lukte het hem om voor het eerst zijn doel bij Derby 'schoon te houden' bij een minimale winst op Oldham Athletic, waardoor ze doorgingen naar de tweede ronde van de League Cup. Sinds zijn terugkeer bij Derby County speelde hij in totaal 108 wedstrijden en hield hij 36 keer de nul.

### Stoke City
Op 31 augustus 2016 werd Grant voor een half jaar verhuurd aan Stoke City uit de Premier League om de geblesseerde Jack Butland te vervangen. Op 24 september maakte hij als 33-jarige zijn Premier League-debuut toen er 1-1 werd gespeeld tegen West Bromwich Albion. Op 2 oktober 2016 werd met dezelfde uitslag een punt gehaald op Old Trafford. Dat was de eerste keer dat dat Stoke City lukte. Grant was belangrijk in de wedstrijd, na de wedstrijd werd hij benoemd als Man of the Match. Grant had in een half jaartje bij Stoke City indruk gemaakt met 6 clean sheets in 15 wedstrijden en maakte op 4 januari 2017 een definitieve transfer naar de club. Grant bleef een basisspeler, tot in april, toen Butland terug was gekeerd van zijn blessure. Hij speelde in het seizoen 2016/17 30 keer met 9 clean sheets waarmee hij zijn bijdrage had aan de dertiende plaats in de Premier League. Het seizoen daarna, het seizoen waarin 'The Potters' degradeerde naar de Championship moest hij het doen met vijf wedstrijden en één clean sheet.

### Manchester United
Op 3 juli 2018 tekende Lee Grant een contract van 2 jaar bij Manchester United. Hiermee bleef hij ondanks de degradatie het jaar daarvoor in de Premier League. Hij kreeg rugnummer 13. Grant maakte zijn debuut op 25 september tegen zijn oude club Derby County in de League Cup. Hij viel in minuut 67 in voor Juan Mata na de rode kaart van Sergio Romero. Na een strafschoppenreeks was Manchester United uitgeschakeld, Grant wist geen enkele penalty te stoppen.

## Clubstatistieken
| Seizoen                         | Club                            | Land                            | Competitie                     | Duels | Goals |
| ------------------------------- | ------------------------------- | ------------------------------- | ------------------------------ | ----- | ----- |
| 2000/01                         | Derby County                    | Engeland                        | Premier League                 | 0     | 0     |
| 2002/03                         | Derby County                    | Engeland                        | Football League First Division | 29    | 0     |
| 2003/04                         | Derby County                    | Engeland                        | Football League First Division | 36    | 0     |
| 2004/05                         | Derby County                    | Engeland                        | Championship                   | 2     | 0     |
| 2005/06                         | Derby County                    | Engeland                        | Championship                   | 0     | 0     |
| 2005/06                         | → Burnley                       | Engeland                        | Championship                   | 1     | 0     |
| 2005/06                         | → Oldham Athletic               | Engeland                        | Football League One            | 16    | 0     |
| 2006/07                         | Derby County                    | Engeland                        | Championship                   | 8     | 0     |
| 2007/08                         | Sheffield Wednesday             | Engeland                        | Championship                   | 48    | 0     |
| 2008/09                         | Sheffield Wednesday             | Engeland                        | Championship                   | 48    | 0     |
| 2009/10                         | Sheffield Wednesday             | Engeland                        | Championship                   | 49    | 0     |
| 2010/11                         | Burnley                         | Engeland                        | Championship                   | 31    | 0     |
| 2011/12                         | Burnley                         | Engeland                        | Championship                   | 48    | 0     |
| 2012/13                         | Burnley                         | Engeland                        | Championship                   | 47    | 0     |
| 2013/14                         | Derby County                    | Engeland                        | Championship                   | 53    | 0     |
| 2014/15                         | Derby County                    | Engeland                        | Championship                   | 43    | 0     |
| 2015/16                         | Derby County                    | Engeland                        | Championship                   | 12    | 0     |
| 2016/17                         | Derby County                    | Engeland                        | Championship                   | 0     | 0     |
| 2016/17                         | →Stoke City                     | Engeland                        | Premier League                 | 16    | 0     |
| 2016/17                         | Stoke City                      | Engeland                        | Premier League                 | 14    | 0     |
| 2017/18                         | Stoke City                      | Engeland                        | Premier League                 | 5     | 0     |
| 2018/19                         | Manchester United               | Engeland                        | Premier League                 | 1     | 0     |
| Bijgewerkt tot 17 november 2018 | Bijgewerkt tot 17 november 2018 | Bijgewerkt tot 17 november 2018 | Totaal                         | 507   | 0     |

## Erelijst
Individuele prijzen
- Derby County's Young Player of the Year in 2002/03
- Burnley's Player of the Year in 2012/13
- Stoke City's Player of the Year in 2016//17[2]